# Sons of the Harpy
«Sons of the Harpy» (Fills de l'Harpia) és el quart episodi de la cinquena temporada, el 44è del total, de la sèrie televisiva Game of Thrones de la productora nord-americana HBO. L'episodi va ser escrit per Dave Hill i dirigit per Mark Mylod. Es va estrenar el 3 de maig del 2015. Abans de l'emissió, aquest episodi es va filtrar a Internet juntament amb els tres primers episodis de la temporada.

## Argument

### A Port Reial
Mace Tyrell (Roger Ashton-Griffiths) informa als altres membres del Consell Privat que el Banc de Ferro de Braavos ha reclamat el 10% del seu deute i que, amb molt d'esforç, només poden pagar la meitat. Cersei (Lena Headey) ordena a Mace i a Ser Meryn Trant (Ian Beattie) que vagin a Braavos a renegociar el deute. Després es reuneix amb l'Alt Pardal (Jonathan Pryce) i l'autoritza a crear una força armada al servei dels déus, provocant un atac a un dels bordells de Petyr Baelish i la detenció de Ser Loras Tyrell (Finn Jones) a causa de la seva homosexualitat. Quan se n'assabenta la seva germana Margaery (Natalie Dormer) demana al seu marit Tommen (Dean-Charles Chapman) que l'alliberi. Tommen parla amb la seva mare Cersei i aquesta li diu que ho ha de demanar a l'Alt Pardal però els Militants de la Fe impedeixen l'entrevista.Tota la gent del carrer l'insulta i li recorda la seva filiació incestuosa. Tommen ordena a la seva guàrdia que no ataqui als Militants de la Fe i se'n van frustrats. Decebuda pel fracàs de Tommen, Maragery informa a la seva àvia Olenna de la situació.

### Al Mur
Jon Snow (Kit Harington) envia cartes als senyors del Nord demanant que enviïn homes i subministraments per a la defensa del Mur. Jon és reticent a demanar ajuda als Bolton però com a comandant de la Guàrdia de la Nit n'ha de respectar la neutralitat. Llavors se li acosta Melisandre (Carice van Houten) i li demana que s'afegeixi a les tropes del rei Stannis per prendre Hivernplè del domini dels Bolton, ell s'hi torna a negar. Ella intenta seduir-lo però ell resisteix la temptació dient-li que encara estima a Ygritte. Abans de marxar, Melisandre pronuncia la famosa frase d'Ygritte "No saps res, Jon Snow" davant la sorpresa del mateix Jon. Mentrestant el rei Stannis (Stephen Dillane) explica a la seva filla Shireen (Kerry Ingram) com li van encomanar la malaltia que l'ha deformada i com s'ho va fer per salvar-li la vida.

### A Hivernplè
A la cripta, Sansa (Sophie Turner) encén espelmes pels seus familiars morts. Petyr (Aidan Gillen) arriba i li parla de la seva tia Lyanna i de la rebel·lió que va esclatar arran del seu segrest per part de Rhaegar Targaryen. També li diu que Cersei el reclama a Hivernplè i que ella ha d'esperar, ja que preveu la imminent arribada de les tropes de Stannis que alliberaran Hivernplè i potser la nomenaran Guardiana del Nord.

### A Dorne
Jaime (Nikolaj Coster-Waldau) i Bronn (Jerome Flynn) arriben a Dorne amb la intenció d'emportar-se Myrcella. Bronn li demana a Jaime perquè s'implica tan directament en aquesta acció i aquest li respon que és una forma de redempció per haver alliberat el seu germà que, posteriorment, va matar Tywin, el seu pare. Més tard són descoberts per quatre guàrdies de Dorne als quals s'hi enfronten i vencen.
Ellaria Sand (Indira Varma) es troba amb les filles d'Oberyn conegudes com les Serps de Sorra. El capità del vaixell els ha informat de l'arribada de Jaime a Dorne i Ellaria pensa que ve amb l'objectiu d'emportar-se Myrcella, cosa que han d'evitar si volen provocar una guerra de revenja contra els Lannister.

### A l'altre costat del Mar Estret
John Mormont (Iain Glen) roba un vaixell a un pescador per traslladar Tyrion (Peter Dinklage) davant la reina Daenerys. Tyrion se sorprèn que no el condueixi a Port Reial, amb la seva germana Cersei i dedueix que Mormont vol quedar bé amb Daenerys després d'haver estat expulsat del seu costat per espia.
A Meeren, Ser Barristan (Ian McElhinney) explica històries sobre Rhaegar Targaryen a Daenerys (Emilia Clarke). Aquesta torna a rebre a Hizdahr zo Loraq (Joel Fry) que li torna a demanar que autoritzi els combats tradicionals. Pels carrers els Fills de l'Harpia causen estralls i s'enfronten amb els Immaculats. Es produeix una autèntica carnisseria en la qual hi participen activament Cuc Gris (Jacob Anderson) i Ser Barristan que cauen malferits després d'una cruenta batalla.

## Producció

### Guió
És el primer episodi escrit per Dave Hill que prèviament havia estat assistent de David Benioff i D.B. Weiss. Inclou el contingut de dues de les novel·les de G.R.R. Martin: Festí de Corbs (Cersei IV i Cersei VI) i Dansa de Dracs (Tyrion VII, Jon II, elements de Daenerys II i l'epíleg).
Igual que en anteriors episodis, el guió es desvia de les novel·les originals. Hilary Busis i Darren Francich d'«Entertainment Weekly» van mostrar el seu acord amb les noves reformulacions de les històries d'Arya i Sansa. L'escena entre Stannis i Shireen va ser escrita específicament per aquest episodi. Tant Sarah Moran de «Screen Rant» com Matt Fowler d'«IGN» van manifestar que atorgar un major protagonisme a Shireen afegeix una certa profunditat emocional al personatge de Stannis. Moran també comenta que el canvi «amplifica la visió dels personatges que ja coneixem.»
Moran també va considerar molt àgil la història, remarcant que la sèrie ha «retallat el nombre de filles bastardes d'Oberyn Martell, passant de vuit a tres». David Crow de «Den de Geek» va expressar les seves reserves sobre l'escena en la qual el Cuc Gris i Barristan Selmy resulten ferits i els donem per morts, referint-se a ella com «vanitosa i artificial», però també va dir que incorporar Bronn al viatge a Dorne va ser un dels canvis més astuts de «Game of Thrones», ja que ofereix un bon contrapès a Jaime Lannister. Matt Fowler d'«IGN» va trobar molt accelerada la història dels Militants de la Fe.

### Repartiment
Aquest episodi introdueix nous membres de l'elenc com Keisha Castle-Hughes, Jessica Henwick i Rosabell Laurenti, que interpreten les Serps de Sorra: Obara, Nymeria i Tyene.

## Audiències i crítica

### Audiències de televisió
«Sons of the Harpy» va ser vist per 6.820.000 espectadors nord-americans durant la seva primera emissió i va rebre una qualificació de 3.6 punts en la franja d'adults de 18-49 anys.

### Crítiques
Rotten Tomatoes va qualificar aquest episodi en un 100%. Això es basa en 30 comentaris que afirmen que és «Un episodi que es beneficia de l'intricat argument dels tres anteriors». «Sons of the Harpy» equilibra l'acció sagnant amb la interacció lluminosa dels personatges.
David Crow de Den de Geek diu que aquest és, fins ara, l'episodi més feble de la temporada però raonablement sòlid. Eric Kain de Forbes escriu: «En total, un excel·lent episodi ple de revelacions i sorpreses, gran acció i drama fantàstic. M'he emocionat de veure com la història de fons comença a sorgir de debò, cosa que he estat pensant durant anys.»